# Yongin Mireustadion
Het Yongin Mireustadion (Koreaans: 용인미르스타디움) is een multifunctioneel stadion in Yongin, een stad in Zuid-Korea. 
Op 1 januari 2018 werd het stadion geopend, toen onder de naam Yongin Burgersportpark. Die naam werd op 1 juli 2020 veranderd in Yongin Mireustadion.
Het stadion wordt vooral gebruikt voor voetbalwedstrijden. De voetbalclub FC Yongin City maakt gebruik van het stadion. In 2025 worden in dit stadion voetbalwedstrijden gespeeld op het Oost-Aziatisch kampioenschap voetbal 2025.